# Karl Joseph Hieronymus Windischmann

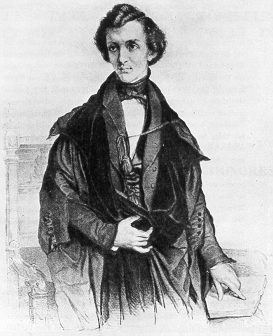
Karl Joseph Hieronymus Windischmann

Karl Joseph Hieronymus Windischmann (* 24. August 1775 in Mainz; † 23. April 1839 in Bonn) war ein deutscher Arzt und Philosoph.

## Leben
Geboren und aufgewachsen in Mainz, studierte Windischmann dort ab 1787 Philosophie. Auf Grund der französischen Invasion musste er 1792 an die Universität Würzburg wechseln, wo er sein Studium 1794 um das Fach Medizin erweiterte und mit dem Mediziner und Naturphilosophen Andreas Röschlaub bekannt wurde. Promoviert wurde er 1796 in Mainz. Nach einem einjährigen Aufenthalt in Wien kehrte er 1797 nach Mainz zurück, um dort zu praktizieren. 1801 ging er nach Aschaffenburg und wurde Hofmedicus am Hof des Kurfürsten Friedrich Karl Joseph von Erthal. 1803 erfolgte seine Ernennung zum Professor für Philosophie und Universalgeschichte am Lyzeum in Aschaffenburg. Bald darauf erhielt er den Titel eines Königlichen Medizinalrats. 1811 wurde er zudem zum Hofbibliothekar an der Hofbibliothek Aschaffenburg ernannt.
1818 wurde er an die neu gegründete Universität Bonn berufen, wo er nicht nur Geschichte und Philosophie lehrte, sondern auch als Professor der Medizinischen Fakultät Pathologie und Geschichte der Medizin las. Windischmann ließ sich in den Streit um den „Hermesianismus“ hineinziehen und erstellte ein Gutachten gegen Georg Hermes, das maßgeblich zur Ablehnung des „Hermesianismus“ führte. Windischmann gab eine Reihe von Schriften heraus, zuletzt die „Philosophischen Vorlesungen“ seines verstorbenen Freundes Friedrich Schlegel, und vertrat als Angehöriger des Würzburger Kreises um Friedrich Wilhelm Joseph Schelling eine Verknüpfung von romantischer Naturphilosophie und Medizin. 1818 wurde er auch Mitglied der Leopoldina. 1839 starb Windischmann in Bonn, sein Grab befindet sich auf dem Alten Friedhof Bonn.
Sein Sohn Karl-Joseph Windischmann wurde 1807 in Aschaffenburg geboren und wurde Universitätsprofessor für Anatomie in Löwen. Karl-Josephs jüngerer Bruder war der Theologe und Philologe  Friedrich Windischmann (1811–1861).